# Ciguñuela
Ciguñuela è un comune spagnolo di 388 abitanti situato nella comunità autonoma di Castiglia e León.